# Синеярви
Синеярви — пресноводное озеро на территории Кестеньгского сельского поселения Лоухского района Республики Карелии.

## Общие сведения
Площадь озера — 0,8 км². Располагается на высоте 142,0 метров над уровнем моря.
Форма озера продолговатая: оно почти на три километра вытянуто с запада на восток. Берега каменисто-песчаные, местами заболоченные.
Из западной оконечности озера вытекает безымянный водоток, впадающий с левого берега в реку Таку, берущую начало из озера Ярошъярви и впадающую в Топозеро.
Вдоль северного берега озера проходит железнодорожная ветка Лоухи — Пяозеро.
Населённые пункты вблизи водоёма отсутствуют.
Код объекта в государственном водном реестре — 02020000411102000000148.